# Secret Files 3
Secret Files 3 (Geheimakte 3) est un jeu vidéo d'aventure en pointer-et-cliquer développé par Animation Arts et édité par Deep Silver, sorti en 2012 sur Windows.

## Accueil
- Adventure Gamers : 2,5/5[1]
- Jeuxvideo.com : 14/20[2]
- gamekult : 5/10[3]
- jeuxdaventure.org[4] :